# Овиллер
Овиллер (фр. Hautvillers) — коммуна и поселение северо-восточной части Франции, на территории округа Эперне департамента Марна, в регионе Шампань-Арденны. Городок лежит в 7 километрах от Эперне и в 20 километрах от Реймса.

## История
На территории коммуны Овиллер находится одно их старейших бенедиктинских аббатств в мире — аббатство Сен-Пьер д’Овиллер. Оно было основано в 650—652 годах епископом Реймсским Нивардом. Согласно легенде, то место, где должен был быть построен монастырь, указал ему голубь. Преемник Ниварда, архиепископ Риёль начинал своё духовное служение церкви в 669 году в Овиллерском аббатстве. В IX веке этот монастырь был одним из крупнейших в Европе центров образованности, обладал большой библиотекой-скрипториумом и славился своей художественной школой книжной миниатюры. В частности, здесь были созданы такие памятники, как Утрехтская псалтырь и Евангелие Эббона. Монастырь также был известен своими виноградниками и искусным виноделием. В IX веке здесь находился в течение 20 лет в заключении, вплоть до своей смерти в 869 году, учёный-монах Готшальк из Орбе, осуждённый Рабаном Мавром и Гинкмаром Реймским за радикальное освещение темы о божественной предестинации (предопределении).
В 882 году монастырь был разорён норманнами. В 1449 году, во время Столетней войны, он был сожжён английскими войсками. В 1564 году, во время Религиозной войны во Франции, аббатство было разрушено гугенотами. Тем не менее каждый раз аббатство восстанавливалось. Одной из покровительниц его в XVI веке, оказывавшей щедрую финансовую помощь, была королева Екатерина Медичи.
В настоящее время от монастырского комплекса в Овиллере осталась лишь церковь св. Сидульфа, постройки XVII века. В ней сохранена обстановка и убранство XVII—XVIII веков; церковь украшают художественные полотна, в том числе две картины из мастерской Филиппа Шампанского. В этой церкви находится могила изобретателя шампанского, монаха Dom Pérignon.

## Шампанское
В 1668 году в Овиллерскую обитель прибыл из одного из монастырей близ Вердена монах Пьер Периньон, прозванный дом Периньон (ок. 1638—1715). В Овиллере он вплоть до своей смерти занимал должность келаря и отвечал за снабжение всем необходимым обитателей монастыря. Так как одним из важнейших источников дохода аббатства было виноделие, Дом Периньон со временем стал опытным виноделом, также контролировавшим изготовление и сбыт винной продукции. 
После Великой французской революции, в 1794 году владения аббатства, в том числе и его обширные виноградники были конфискованы и проданы. Новым их владельцем стал Жан-Реми Моэт, организовавший здесь винное производство, которое с 1832 года называется Moët & Chandon. В 1921 года наиболее известная марка шампанского, производимая этой фирмой, носит имя изобретателя шампанского, монаха Dom Pérignon. Среди виноградников Овиллера расположился местный Музей вина.

## Города-партнёры
- Кидрих (Германия)

## Причечания
1. ↑  Code officiel géographique
2. ↑  Populations légales 2022 (фр.) — INSEE, 2024.